# Stata
Stata é um programa de estatística que funciona em Windows, Macintosh, Linux e Unix, usado geralmente para análise econométrica. Sua versão 1.0 foi desenvolvida em C e lançada em 1985, originalmente implementada na plataforma DOS. O criador foi William Gould, mas agora é desenvolvido por uma equipe de profissionais. A versão mais atual do Stata é a 17.
O Stata pode realizar tarefas simples como calcular média, desvio padrão, testes de hipótese, intervalos de confiança, até estatísticas mais complexas como análise de variância, regressão linear múltipla, regressão não-linear, regressão logística, análise de sobrevivência, regressão de Cox, etc. Ele é muito utilizado em tarefas de Econometria, utilizando dados cross-section, dados em painel e estimação de séries temporais como modelos ARIMA, ARMAX, GARCH, etc. Também tem recursos potentes de tabulação de variáveis e comandos para cálculo das medidas de associação usadas em epidemiologia, como razão de incidências (rate ratio), risco relativo (risk ratio), razão de chances (odds ratio) e risco atribuível.
Ele pode importar diretamente dados do Excel, SPSS, e outros, mas é recomendável utilizar o programa STAT/TRANSFER para exportar os arquivos de um formato para outros (1-2-3, Access (Windows), ASCII - Delimited ASCII- Fixed Format, dBASE, Epi Info, Excel, FoxPro, Gauss, HTML Tables, JMP, LIMDEP, Matlab, Mineset, Minitab, NLOGIT, Paradox, Quattro Pro, R, SAS, S-PLUS, SPSS, Stata, Statistica (Windows), SYSTAT, e outros). 
O Stata utiliza uma linguagem muito avançada e tem recursos para trabalhar através da Internet como quase nenhum outro pacote estatístico. É possível trabalhar com um arquivo de dados que esteja num servidor do outro lado do planeta, fazer atualizações ("updates"), tanto de código básico como de novos procedimentos, bem como baixar dados e procedimentos que sejam de utilidade para nossos interesses, sem custo adicional. Assim, é possível se utilizar programas desenvolvidos por outros pesquisadores sem dificuldade.